# Union Springs, Alabama
Union Springs este un oraș și sediul comitatului Bullock din statul Alabama al Statelor Unite ale Americii.
1. ↑  2010 U.S. Gazetteer Files, accesat în 9 iulie 2020